# Somebody's Watching Me
"Somebody's Watching Me" là đĩa đơn đầu tay của ca sĩ R&B Rockwell, phát hành dưới nhãn Motown năm 1984. Bài hát đạt vị trí quán quân trên bảng xếp hạng đĩa đơn Billboard R&B.

## Beatfreakz
Tháng 5, 2006, Beatfreakz thu âm với cùng đoạn chorus nhưng bỏ qua lời chính. Phiên bản này đạt #1 tại Tây Ban Nha, #3 trên UK Singles Chart, #3 trên German Official Dance Chart, #4 tại Nga, #7 tại Phần Lan, #12 trên Dutch Top 40, #18 tại Pháp, #36 trên Belgium UltraTop 50, #45 tại Australia.
Đĩa đơn CD
1. Somebody's Watching Me [Hi_Tack Edit]
2. Somebody's Watching Me [Hi_Tack Club Mix]
3. Somebody's Watching Me [E-Craig's 2006 Remix]
4. Somebody's Watching Me [DeNnis Christopher Remix]
5. Somebody's Watching Me [Ian Carey Club Mix]